# Samsung QMX
O QMX é um protótipo de SUV da Renault Samsung Motors. 